# Nitidesa (cos humà)
En el cos humà, la nitidesa es pot referir a la percepció d'imatges pels ulls. Des del punt de vista de l'oftalmologia la nitidesa és l'agudesa visual. Hi ha molts factors que influeixen en la nostra visió, com la transparència de la còrnia o l'estat de la retina. La percepció de l'ull no és perfecte i, sovint, no ho veiem tot de manera nítida. La miopia, per exemple, és un defecte que impedeix enfocar bé els objectes llunyans de tal manera que no els veiem de manera nítida.
Des del punt de vista auditiu també podem parlar de nitidesa a l'hora de percebre els sorolls. A través de l'audiometria podem saber la capacitat de les nostres oïdes per percebre les vibracions de diverses bandes espectrals i ens calcula la capacitat d'escoltar de manera adequada.